# جبل سيبان
جبل سيبان (بالكردية: Sîpanê Xelatê‏) أو جبل سوفان (بالتركية: Süphan Dağı)‏ هو بركان طبقي يقع في شرق الأناضول، شمال بحيرة وان مباشرة، ضمن دولة تركيا، يبلغ ارتفاعه 4058 مترًا (13.314 قدمًا). تعتبر ثاني أعلى بركان في تركيا، وثالث أعلى مكان في المرتفعات الأرمنية، بعد جبل أرارات (5137م) وجبل أراغاتس (4090م).